# Nguyễn Đình Trung (sinh năm 1973)
Nguyễn Đình Trung (sinh năm 1973) là một chính khách người Việt Nam. Ông hiện là Ủy viên Ban Chấp hành Trung ương Đảng Cộng sản Việt Nam khóa XIII, Bí thư Tỉnh ủy Đắk Lắk.

## Tiểu sử
Nguyễn Đình Trung sinh ngày 19/4/1973 tại Vĩnh Thành, Yên Thành, Nghệ An.

## Sự nghiệp

### Tỉnh Đắk Nông
-6/2007: Phó Giám đốc Sở Tư pháp Đắk Nông
- 7/2008: Phó Bí thư Thường trực Huyện ủy Krông Nô, Đắk Nông
- 6/2010 - 3/2013: Tỉnh ủy viên, Ủy viên Ban Chấp hành Đảng bộ khối các cơ quan tỉnh; Bí thư Đảng ủy, Chánh Văn phòng UBND tỉnh Đắk Nông
- 3/2013 - 10/2015: Tỉnh ủy viên, Ủy viên Ban Chấp hành Đảng bộ khối các cơ quan tỉnh; Phó Chủ nhiệm Thường trực, Chủ nhiệm UBKT Tỉnh ủy Đắk Nông
- 11/2015 - 8/2018: Ủy viên Ban Thường vụ Tỉnh ủy, Chủ nhiệm UBKT Tỉnh ủy Đắk Nông
- 8/2018 - 5/2019: Phó Bí thư Tỉnh ủy khóa XI, nhiệm kỳ 2015-2020, kiêm Chủ nhiệm UBKT Tỉnh ủy Đắk Nông
- 6/2019 - 10/2020: Phó Bí thư Tỉnh ủy khóa XI, nhiệm kỳ 2015-2020
- 10/2020: Phó Bí thư Tỉnh ủy khóa XII, nhiệm kỳ 2020-2025
- 12/11/2020: Tại kỳ họp chuyên đề HĐND tỉnh Đắk Nông khóa III, được bầu giữ chức Chủ tịch UBND tỉnh nhiệm kỳ 2016-2021
- 30/1/2021: Tại Đại hội đại biểu toàn quốc lần thứ XIII của Đảng, được bầu là Ủy viên Trung ương Đảng khóa XIII, nhiệm kỳ 2021-2026.

### Tỉnh Đắk Lắk
- 7/5/2021: Bộ Chính trị điều động, phân công đồng chí Nguyễn Đình Trung tham gia Ban chấp hành Đảng bộ, Ban Thường vụ Tỉnh ủy và giữ chức Bí thư Tỉnh ủy Đắk Lắk nhiệm kỳ 2020-2025.
Ngày 1 tháng 6 năm 2021, Tại Quyết định 831/QĐ-TTg, Thủ tướng Chính phủ Phạm Minh Chính phê chuẩn kết quả miễn nhiệm chức vụ Chủ tịch UBND tỉnh Đắk Nông nhiệm kỳ 2016-2021 đối với ông Nguyễn Đình Trung, Ủy viên Ban Chấp hành Trung ương Đảng, nguyên Phó Bí thư Tỉnh ủy nhiệm kỳ 2020-2025 để nhận nhiệm vụ mới.
Ngày 30 tháng 6 năm 2025, tại tỉnh Đắk Lắk, Phó Trưởng Ban Tổ chức Trung ương Phan Thăng An công bố Nghị quyết của Quốc hội về sắp xếp đơn vị hành chính cấp tỉnh (sáp nhập tỉnh Đắk Lắk và tỉnh Phú Yên thành tỉnh Đắk Lắk mới) và cấp xã, công bố và trao quyết định của Bộ Chính trị về việc thành lập Đảng bộ tỉnh Đắk Lắk mới trực thuộc Ban Chấp hành Trung ương Đảng trên cơ sở hợp nhất 2 đảng bộ tỉnh Đắk Lắk và tỉnh Phú Yên, chỉ định đồng chí Nguyễn Đình Trung, Bí thư Tỉnh ủy Đắk Lắk tiếp tục làm Bí thư Tỉnh ủy Đắk Lắk từ ngày 01/07.